# CloverWorks
CloverWorks (japonsky 株式会社クローバーワークス, Kabušiki gaiša Kuróbá Wákusu) je japonské animační studio založené 1. října 2018. CloverWorks je dceřinou společností Aniplexu, jehož mateřskou společností je Sony Music Entertainment Japan. Studio původně fungovalo pod názvem Kóendži Studio jako animační studio společnosti A-1 Pictures.

## Historie
Dne 1. dubna 2018 animační společnost A-1 Pictures představila své studio Kóendži Studio pod novým názvem CloverWorks, aby jej odlišila od svého hlavního studia Asagaja Studio. CloverWorks sídlí ve městě Suginami v Tokiu.
U čtyřech projektů byl změněn název produkčního studia poté, co A-1 Pictures představilo jedno ze svých studií jako CloverWorks. Jedná se o animovaného seriály Slow Start, Darling in the Franxx, Persona 5: The Animation a druhou řadu Gjakuten saiban: Sono „šindžicu“, igi ari!. U seriálu Slow Start byl změněn název studia až po odvysílání celé jeho řady, přičemž u Darling in the Franxx byl změněn během produkce.
Dne 1. října 2018 studio CloverWorks oznámilo, že se oddělilo od A-1 Pictures, zůstalo však dceřinou společností Aniplexu.

## Tvorba

### Televizní seriály
| Rok  | Název                                                 | Režie                    | Od             | Do                | Díly          | Poznámky | Zdroje |
| ---- | ----------------------------------------------------- | ------------------------ | -------------- | ----------------- | ------------- | --- | ------ |
| 2018 | Slow Start                                            | Hirojuki Hašimoto        | 7. ledna 2018  | 25. března 2018   | 12            | Adaptace čtyřpanelové série mangy, jejíž mangakou je Juiko Tokumi.                                               | [ 9 ]  |
| 2018 | Darling in the Franxx                                 | Acuši Nišigori           | 13. ledna 2018 | 7. července 2018  | 24            | Původní dílo. V koprodukci se studii Trigger a A-1 Pictures.                                                     | [ 10 ] |
| 2018 | Persona 5: The Animation                              | Masashi Išihama          | 8. dubna 2018  | 30. září 2018     | 26            | Založeno na videohře Persona 5 od společnosti Atlus.                                                             | [ 11 ] |
| 2018 | Seišun buta jaró wa Bunny Girl senpai no jume o minai | Sóiči Masui              | 4. října 2018  | 27. prosince 2018 | 13            | Adaptace série light novel, jejímž autorem je Hadžime Kamošida.                                                  | [ 12 ] |
| 2018 | Dakaretai otoko ičii ni odosarete imasu.              | Naojuki Tacuwa           | 5. října 2018  | 28. prosince 2018 | 13            | Adaptace jaoi mangy, jejíž mangakou je Hašigo Sakurabi.                                                          | [ 13 ] |
| 2018 | Gjakuten saiban: Sono „šindžicu“, igi ari! 2          | Ajumu Watanabe           | 6. října 2018  | 30. března 2019   | 23            | Pokračování anime seriálu Gjakuten saiban: Sono „šindžicu“, igi ari!.                                            | [ 14 ] |
| 2018 | Fairy Tail                                            | Aja Jošino Akiko Nabeiwa | 7. října 2018  | 29. září 2019     | 51            | Finální řada anime seriálu Fairy Tail. V koprodukci se studii A-1 Pictures a Bridge.                             | [ 15 ] |
| 2019 | Jakusoku no Neverland                                 | Mamoru Kanbe             | 11. ledna 2019 | 29. března 2019   | 12            | Adaptace série mangy, kterou píše Kaiu Širai.                                                                    | [ 16 ] |
| 2019 | Fate/Grand Order: Zettai madžú sensen Babylonia       | Tošifumi Akai            | 5. října 2019  | 21. března 2020   | 21            | Založeno na mobilní hře Fate/Grand Order, kterou vyvinulo Delightworks.                                          | [ 17 ] |
| 2020 | Norimono Man Mobile Land no Car-kun                   | Šinobu Sasaki            | 2. dubna 2020  | bude oznámeno     | bude oznámeno | Původní dílo. Multimediální projekt zaměřený na děti mezi společnostmi Aniplex a Sony Music Entertainment Japan. | [ 18 ] |
| 2020 | Fugó keidži – Balance: Unlimited                      | Tomohiko Itó             | 9. dubna 2020  | 24. září 2020     | 11            | Adaptace knižní série, jejímž autorem je Jasutaka Cucui.                                                         | [ 19 ] |
| 2021 | Jakusoku no Neverland 2                               | Mamoru Kanbe             | 8. ledna 2021  | 26. března 2021   | 11            | Pokračování anime seriálu Zaslíbená Země Nezemě.                                                                 | [ 20 ] |
| 2021 | Horimija                                              | Masaši Išihama           | 10. ledna 2021 | 4. dubna 2021     | 13            | Adaptace série mangy, jejíž mangakou je HERO.                                                                    | [ 21 ] |
| 2021 | Wonder Egg Priority                                   | Šin Wakabajaši           | 13. ledna 2021 | 30. června 2021   | 12            | Původní dílo. | [ 22 ] |
| 2021 | Shadows House                                         | Kazuki Óaši              | 11. dubna 2021 | 4. července 2021  | 13            | Adaptace série mangy, jejíž mangakou je Sómató.                                                                  | [ 23 ] |
| 2022 | Akebi-čan no séráfuku                                 | Mijuki Kuroki            | 2022           | bude oznámeno     | bude oznámeno | Adaptace série mangy, jejíž mangakou je Hiro.                                                                    | [ 24 ] |
| 2022 | Tókjó Nidžújon-ku                                     | Naokacu Cuda             | 2022           | bude oznámeno     | bude oznámeno | Původní dílo | [ 25 ] |
| tba  | Sono Bisque Doll wa koi o suru                        | Keisuke Šinohara         | bude oznámeno  | bude oznámeno     | bude oznámeno | Adaptace série mangy, jejíž mangakou je Šin’iči Fukuda.                                                          | [ 26 ] |

### Filmy
| Rok  | Název                                                         | Režie                      | Premiéra          | Poznámky                                                                         | Zdroje |
| ---- | ------------------------------------------------------------- | -------------------------- | ----------------- | -------------------------------------------------------------------------------- | ------ |
| 2019 | Seišun buta jaró wa jumemiru šódžo no jume o minai            | Sóiči Masui                | 15. června 2019   | Pokračování anime seriálu Seišun buta jaró wa Bunny Girl senpai no jume o minai. | [ 27 ] |
| 2019 | Sora no aosa o širu hito jo                                   | Tacujuki Nagai             | 11. října 2019    | Původní dílo.                                                                    | [ 28 ] |
| 2019 | Saenai Heroine no sodatekata: Fine                            | Kanta Kamei Akihisa Šibata | 26. října 2019    | Pokračování anime seriálu Saenai Heroine no sodatekata.                          | [ 29 ] |
| 2021 | Fate/Grand Order: Grand Temple of Time: Solomon               | Tošifumi Akai              | 30. července 2021 | Pokračování anime seriálu Fate/Grand Order: Zettai madžú sensen Babylonia.       | [ 30 ] |
| 2021 | Gekidžóban Dakaretai otoko ičii ni odosarete imasu. Spain-hen | Tošifumi Akai              | 30. července 2021 | Pokračování anime seriálu Dakaretai otoko ičii ni odosarete imasu..              | [ 31 ] |

### OVA/ONA
| Rok  | Název                                                | Režie            | Od              | Do              | Díly | Poznámky                                                                                               | Zdroje |
| ---- | ---------------------------------------------------- | ---------------- | --------------- | --------------- | ---- | --- | ------ |
| 2018 | The Diary of Our Days                                | Šin Wakabajaši   | 28. března 2018 | 28. března 2018 | 8    | Krátkometrážní slice of life epizody o každodenním životě různých postav od idolové skupiny 22/7.      | [ 32 ] |
| 2019 | Persona 5: The Animation Proof of Justice            | Masashi Išihama  | 29. května 2019 | 29. května 2019 | 1    | OVA epizoda vydaná společně s jedenáctým svazkem Blu-ray disků anime seriálu Persona 5: The Animation. | [ 33 ] |
| 2019 | Persona 5: The Animation – A Magical Valentine's Day | Masashi Išihama  | 26. června 2019 | 26. června 2019 | 1    | OVA epizoda vydaná společně s dvanáctým svazkem Blu-ray disků anime seriálu Persona 5: The Animation.  | [ 33 ] |
| 2020 | Sakura Wars ~Sakura kakumei ~Hana saku otome-tači~   | —                | 2. září 2020    | 2. září 2020    | 1    | Promoční ONA epizoda nové mobilní hry série Sakura Wars.                                               | [ 34 ] |
| 2021 | Džikkjó Powerful Pro Jakjú                           | Tecuaki Watanabe | 20. března 2021 | 3. dubna 2021   | 4    | Založeno na mobilní hře Džikkjó Powerful Pro Jakjú od společnosti Konami.                              | [ 35 ] |
| 2021 | VOY@GER                                              | Acuši Nišigori   | 4. srpna 2021   | 4. srpna 2021   | 1    | 16. výročí vzniku franšízy The Idolmaster. V koprodukci se studiem Khara.                              | [ 36 ] |